# 수인선길
수인선길(Suinseon-gil)은 인천광역시 연수구 옥련동에서 미추홀구 학익동까지 이르는 인천광역시의 도로로, 총 연장은 1.530 km이다. 도로의 명칭이 유래된 것은 수인선 협궤열차 부지로 향후 수인전철 건설예정임을 반영하여 제명되었다.

## 역사
- 2009년 7월 6일 : 도로명으로 수인선길을 고시

## 주요 경유지
- 연수구
  - 옥련동
- 미추홀구
  - 학익동

## 접촉하는 도로
- 비류대로
- 독배로

## 철도 연계역
- ● 수도권 전철 수인·분당선 : 송도역

## 같이 보기
- 수인선
  - 수도권 전철 수인·분당선